# Kármán Lajos
Újverbászi Kármán Lajos (Újverbász, 1829 vagy 1833. augusztus 9. – Budapest, 1917. április 15.) ügyvéd, országgyűlési képviselő, 1848-49-es honvédfőhadnagy, a kassa-oderbergi vasút felügyelőbizottságának elnöke, az 1848-49-iki bonvédegyletek országos központi választmányának elnöke, Budapest székesfőváros törvényhatóságának tagja.

## Családja
Kármán Pál alesperes lelkész és Búzás Zsófia fia (öregatyja, Kármán János diósjenői lelkész volt Bars megyében és Kármán József püspök testvére). Kármán József és Kármán Pál református lelkészek testvére.

## Élete
A gimnázium VI-ik osztályát Halason és Kecskeméten végezte 1848-ban; a jogot 1849-től 1852-ig a pesti egyetemen hallgatta. 1854-ben ügyvédi vizsgát tett és Pesten ügyvédkedett 1872-ig, midőn az újverbászi kerület országgyűlési képviselőnek választotta és 1884-ig volt a parlament tagja; ezután Budapesten nyugalomban élt. Beutazta Németországot, Dániát. Belgiumot, Németalföldet, Franciaországot és Angliát, Olaszországot, Svájcot, Görögországot és Törökországnak európai és ázsiai részét. A Kisfaludy Társaságnak, az országos iparegyesületnek alapító tagja volt. A hírlapírói nyugdíjalap javára 200 forinttal járult. Halálát véredény-elfajulás okozta. Felesége Galambos Mária Magdolna volt.

## Írásai
Cikkei a Gazdasági Lapokban (1873-74. A közjegyzőség); az Ellenőrben (1875. aug. 26., 27. A törvényszékek reductiója); a Pesti Naplóban és a Honban (Választások előtt, Jogi reformjaink a multban és jövőben, A jogi reformok sürgősségének kérdéséhez). Országgyűlési beszédei a Naplókban (1872-75. II. Budapest rendezése, III. Birósági kézbesítések körül fenforgó visszásságok, V. Költségvetés 1873-ra, részl., X. Közjegyzőségek, Pest-Zimonyi vasút és 1875-78. VII.; 1878-81. III. Költségvetés 1880-ra, XIV. Pest-Zimonyi vasút).

## Munkái
- Közigazgatási törvények, miniszteri rendeletek és közigazgatási eljárás betűrendben, irománypéldákkal. Pest, 1870. (Kassay Adolffal együtt. 2. kiadás. Uo. 1871.)
- Programm-vázlat. Uo. 1872. (Németül és szerbül is. Uo. 1872).
- Kármán Lajos országgyűlési beszédei. Bpest, 1873. (Németül és szerbül is. Uo. 1873.)
- Az 1875. államköltségvetés tárgyalása alkalmával jan. 28. a képviselőházban tartott beszéde. Uo. 1875. (Németül is. Uo. 1875.)

### Kéziratban
- Az ügyvédség jelene és múltja.